# Reichsarchiv (Schweden)

Wappen Reichsarchiv

Das Reichsarchiv (schwedisch: Riksarkivet) in Stockholm ist das Staatsarchiv Schwedens und als Verwaltungsbehörde dem Kulturministerium untergeordnet. Das Reichsarchiv ist die oberste Behörde des Archivwesens in Schweden. Ihm sind die Landesarchive (landsarkiven) unterstellt. Der Chef der Behörde ist der Reichsarchivar (riksarkivarie).

## Geschichte
Das Reichsarchiv wurde 1618 unter König Gustav II. Adolf und dessen Kanzler Axel Oxenstierna als eigenständige Einrichtung in der Königlichen Kanzlei gegründet und hat als Staatsarchiv insofern eine über die heutigen Grenzen Schwedens hinausgehende Bedeutung, als dort auch Archivalien aus der Zeit Schwedens als Ostseemacht des 17. bis 19. Jahrhunderts verwahrt werden. Mit der Gadebuschsammlung des Greifswalder Historikers Thomas Heinrich Gadebusch lagert dort zum Beispiel die größte private Sammlung von Dokumenten zur Geschichte Pommerns aus der Schwedenzeit in Skandinavien. Im Archiv befinden sich die Briefwechsel Sven Hedins, die Unterlagen seiner Chinesisch-Schwedische Expedition und die Unterlagen seiner wissenschaftlichen Mitarbeiter. Der Bestand der Briefe von Sven Hedin umfasst ca. 50.000 nach Ländern und Absendern alphabetisch geordnete Briefe; bis 30.000 weitere Briefe sind noch ungeordnet archiviert.
Die Archivstücke sind vielfach online über den Server des Archivs verfügbar.